# Ньюфілд (Нью-Йорк)
Ньюфілд (англ. Newfield) — місто (англ. town) в США, в окрузі Томпкінс штату Нью-Йорк. Населення — 5126 осіб (2020).

## Демографія
Згідно з переписом 2010 року, у місті мешкало 5179 осіб у 2123 домогосподарствах у складі 1404 родин. Було 2277 помешкань
Расовий склад населення:
| - 94,0 % — білих - 1,6 % — чорних або афроамериканців - 0,6 % — корінних американців - 0,6 % — азіатів |

До двох чи більше рас належало 2,8 %. Частка іспаномовних становила 1,4 % від усіх жителів.
За віковим діапазоном населення розподілялося таким чином: 23,9 % — особи молодші 18 років, 64,0 % — особи у віці 18—64 років, 12,1 % — особи у віці 65 років та старші. Медіана віку мешканця становила 40,4 року. На 100 осіб жіночої статі у місті припадало 94,7 чоловіків;  на 100 жінок у віці від 18 років та старших — 92,7 чоловіків також старших 18 років.
Середній дохід на одне домашнє господарство  становив 69 999 доларів США (медіана — 63 086), а середній дохід на одну сім'ю — 83 286 доларів (медіана — 69 429). Медіана доходів становила 42 480 доларів для чоловіків та 39 658 доларів для жінок. За межею бідності перебувало 13,1 % осіб, у тому числі 25,6 % дітей у віці до 18 років та 4,4 % осіб у віці 65 років та старших.
Цивільне працевлаштоване населення становило 2959 осіб. Основні галузі зайнятості: освіта, охорона здоров'я та соціальна допомога — 29,3 %, науковці, спеціалісти, менеджери — 19,7 %, роздрібна торгівля — 11,0 %, будівництво — 7,3 %.